# Симо, Николай Адамович
Николай Адамович Симо (6 (19) декабря 1875, Аренсбург Эстляндской губернии — 18 апреля 1931) — протоиерей Ленинградской и Гдовской епархии Русской православной церкви, священномученик, причисленный к лику святых новомучеников и исповедников Церкви Русской. Память — 5 (18) апреля.

## Биография
Отец Николая Адамовича — Адам Петрович Симо (1844, Лифляндия — 1917/8, Петроград) — православный эстонский священник, сын крестьянина, окончил Рижское духовное училище, а затем Рижскую духовную семинарию, служил на острове Эзель, был одним из учредителей Эзельского Свято-Николаевского эсто-русского православного братства, а в 1888 был переведен в Санкт-Петербургскую епархию в открывшийся  эстонский приход при Андреевском соборе Кронштадта и с того времени жил в Санкт-Петербурге и близлежащих городах.  Его мать — Ольга Яковлевна, урожд. Бойкова (1851, о.Эзель — 1911, Санкт-Петербург), родом из семьи священника.  
Николай Симо окончил в 1887 году окончил немецкую гимназию в Дерпте, а в 1891 году — Рижское духовное училище и продолжил образование в Рижской духовной семинарии. В 1894 году перевелся в Санкт-Петербургскую духовную семинарию, которую окончил в 1897 году и получил назначение на священническое место Адама Петровича в Андреевский собор Кронштадта, который был переведен служить в Павловский собор в Гатчине. 
Отец Николай совмещал пастырское служение с общественной и просветительской деятельностью — будучи руководителем Кронштадтского отделения Александро-Невского общества трезвости, много сил он отдавал борьбе с пьянством, возглавлял эстонскую церковно-приходскую школу, преподавал Закон Божий в Кронштадтской школе при таможне.  Но далеко не все сочувствовали его миссионерской деятельности среди эстонцев, живших в Кронштадте. Так, например, даже в храме отцу Николаю служить разрешили только раз в неделю. Неблагоприятные обстоятельства, в которых оказался священник, привели его к мысли о необходимости постройки отдельной церкви для живших в Кронштадте православных эстонцев, которых в то время было почти восемьсот человек.  Николай Само вместе с епископом Платоном стал инициатором открытия церкви для эстонской общины Кронштадта — Церкви Воздвижения Креста Господня. На торжестве освящения храма 1 декабря 1902 года присутствовали главный комендант Кронштадтского порта вице-адмирал С.О.Макаров, комендант Кронштадтской крепости вице-адмирал И.М.Лавров, генерал-лейтенант Н.И.Иванов, начальник Кронштадтской крепостной артиллерии генерал-майор Н.А.Чижиков, члены городской управы. Храм в честь Воздвижения Креста Господня освятил Иоанн Кронштадтский, отец Николай стал его настоятелем. Богослужение совершалось на русском и эстонском языках. 
В декабре 1917 года большинством голосов отец Николай был выбран штатным священником кронштадтского Андреевского собора, в 1919 году возведен в сан протоиерея, а в 1923 году стал настоятелем храма и благочинным всех кронштадтских приходов.
В марте 1921 года Н.А.Симо был арестован — по подозрению в участии в Кронштадтском восстании, но через две недели освобожден из-за отсутствия состава преступления.
Вторично он был арестован 13 октября 1930 года: «Симо — настоятель Андреевского собора — является  руководителем контрреволюционной организации из бывших офицеров, дворян и враждебно настроенных к соввласти лиц, деятельность которых  заключается в распространении среди населения города монархических идей и создании недовольства масс существующим строем». Но основная причина ареста была в том, что он активно противился обновленческому движению. По делу было привлечено 64 человека.
15 февраля 1931 года Коллегией ОГПУ о. Николай обвинен в «бешеной антисоветской агитации с целью подрыва и свержения советской власти», приговорен к 10 годам исправительно-трудовых лагерей и отправлен в Соловецкий лагерь особого назначения.
16 марта был арестован в лагере сразу после прибытия и этапирован в Ленинград.
13 апреля 1931 года был приговорен к расстрелу Коллегией ОГПУ по обвинению в «контрреволюционной деятельности».
Расстрелян 18 апреля 1931 года в Ленинграде, погребен в безвестной могиле.
Причислен к лику святых новомучеников и исповедников Российских для общецерковного почитания определением Священного Синода от 22 февраля 2001 года. С этого времени во Владимирском соборе Кронштадта  на каждой Литургии поминается имя отца Николая, пресвитера Кронштадтского, и каждый год 18 апреля отмечается день его памяти.

## Семья
Брат — Павел Симо (1870, Аренсбург — 1929, Одесса). Окончил юридический факультет Санкт-Петербургского университета. В 1916 году назначен старшим контролером Одесской Государственной сберегательной кассы.
Брат — Пётр Симо (1883, Дерпт — 1937, Ленинград), протодиакон, расстрелян. Жена брата, Елена Иосифовна (урожд. Дьячкова; 1880—1961, Ленинград) в 1938 году была выслана в Туркмению. Сын — Кирилл Петрович Симо (1910—1986) был женат на дочери М.О.Меньшикова Марии Михайловне. Внук — Дмитрий Кириллович Симо (1938—2013).
Сестра — Клавдия Симо (1889 — после 1941), репрессирована, предъявлено обвинение, что она «вела контрреволюционную противоколхозную работу среди крестьян, распространяла погромную черносотенную литературу, застращивая крестьян скорой гибелью Соввласти», погибла в лагере.
Жена (с 1897)  — Лидия Павловна, урожд. Панова (1876—1910), дочь эзельского священника.
Сын — Николай Симо (1903 — 17 декабря 1937), окончил рабфак Электротехнического учебного комбината связи, работал электромонтером на Кировскм заводе. В 1935 году выслан с семьей из Ленинграда, арестован в ноябре 1937 года, расстрелян в Томске 17 декабря 1937 года.  Его жена — Елена Дмитриевна Симо (урожд. Иванова; 1906, Невель — 21 января 1938) — расстреляна в Томске 21 января 1938 года, проходила по коллективному расстрельному делу Карагодина Степана.
Дочери — Елена Симо (в замуж. Тюфяева; 1905—1983), Мария (в замуж. Родионова; 1907—1961).